# Mangua makarora
Mangua makarora är en spindelart som beskrevs av Forster 1990. Mangua makarora ingår i släktet Mangua och familjen Synotaxidae. Inga underarter finns listade i Catalogue of Life.